# Kamerdyner (film 2013)
Kamerdyner (tyt. oryg. Lee Daniels' The Butler, 2013) – amerykański dramat biograficzny w reżyserii Lee Danielsa.
Światowa premiera filmu miała miejsce 5 sierpnia 2013 roku w Nowym Jorku. W Polsce wyświetlany był od 26 grudnia 2013.

## Fabuła
Film przedstawia historię czarnoskórego kamerdynera, który na przestrzeni ponad trzydziestu lat pracy w Białym Domu służył ośmiu prezydentom, przekładając często pracę nad szczęście prywatne.

## Obsada
- Forest Whitaker jako Cecil Gaines, tytułowy kamerdyner

| Postacie historyczne                      | Rodzina Gainesa                         | Pracownicy Białego Domu             |
| ----------------------------------------- | --------------------------------------- | ----------------------------------- |
| Robin Williams jako Dwight D. Eisenhower  | Oprah Winfrey jako Gloria Gaines        | Cuba Gooding Jr. jako Carter Wilson |
| James DuMont jako Sherman Adams           | David Oyelowo jako Louis Gaines         | Lenny Kravitz jako James Holloway   |
| Robert Aberdeen jako Herbert Brownell Jr. | Elijah Kelley jako Charlie Gaines       | Colman Domingo jako Freddie Fallows |
| James Marsden jako John F. Kennedy        | David Banner jako Earl Gaines           |                                     |
| Melissa Leo jako Mamie Eisenhower         | Mariah Carey jako Hattie Pearl          |                                     |
| Minka Kelly jako Jackie Kennedy           | Terrence Howard jako Howard             |                                     |
| Liev Schreiber jako Lyndon B. Johnson     | Adriane Lenox jako Gina                 |                                     |
| John Cusack jako Richard Nixon            | Yaya DaCosta jako Carol Hammie          |                                     |
| Alex Manette jako H.R. Haldeman           | Alex Pettyfer jako Thomas Westfall      |                                     |
| Colin Walker jako John Ehrlichman         | Vanessa Redgrave jako Annabeth Westfall |                                     |
| Alan Rickman jako Ronald Reagan           | Clarence Williams III jako Maynard      |                                     |
| Jane Fonda jako Nancy Reagan              |                                         |                                     |
| Stephen Rider jako Stephen W. Rochon      |                                         |                                     |
| Nelsan Ellis jako Martin Luther King      |                                         |                                     |

## Nagrody i nominacje
18. ceremonia wręczenia Satelitów
- nominacja: najlepszy aktor w filmie fabularnym − Forest Whitaker
- nominacja: najlepsza aktorka w roli drugoplanowej − Oprah Winfrey
- nominacja: najlepsza scenografia i dekoracja wnętrz − Diane Lederman i Tim Galvin

20. ceremonia wręczenia nagród Gildii Aktorów Ekranowych
- nominacja: wybitny występ aktora w roli pierwszoplanowej − Forest Whitaker
- nominacja: wybitny występ aktorki w roli drugoplanowej − Oprah Winfrey
- nominacja: wybitny występ zespołu aktorskiego w filmie kinowym